# Storfjorden (Brønnøy)
 For alternative betydninger, se Storfjorden. (Se også artikler, som begynder med Storfjorden)
Storfjorden er en fjordarm af Velfjorden i Brønnøy kommune i Nordland fylke i Norge. Fjorden har indløb mellem Røyrvikodden i vest og Kiknesodden i øst og går 9,5 kilometer mod nord. Der ligger et par vejløse gårde i den ydre del af fjorden, på vestsiden ligger Gavlen og på østsiden ligger Fagerlia, Solvang og Engelsneset. De to sidstnævnte ligger ved Spølodden og herfra går fjordarmen Lislfjorden mod øst. Storfjorden fortsætter nordover til gården med samme navn i bunden  af fjorden. Den inderste del af fjorden ligger i Lomsdal-Visten nationalpark.